# Bronisław Jabłoński

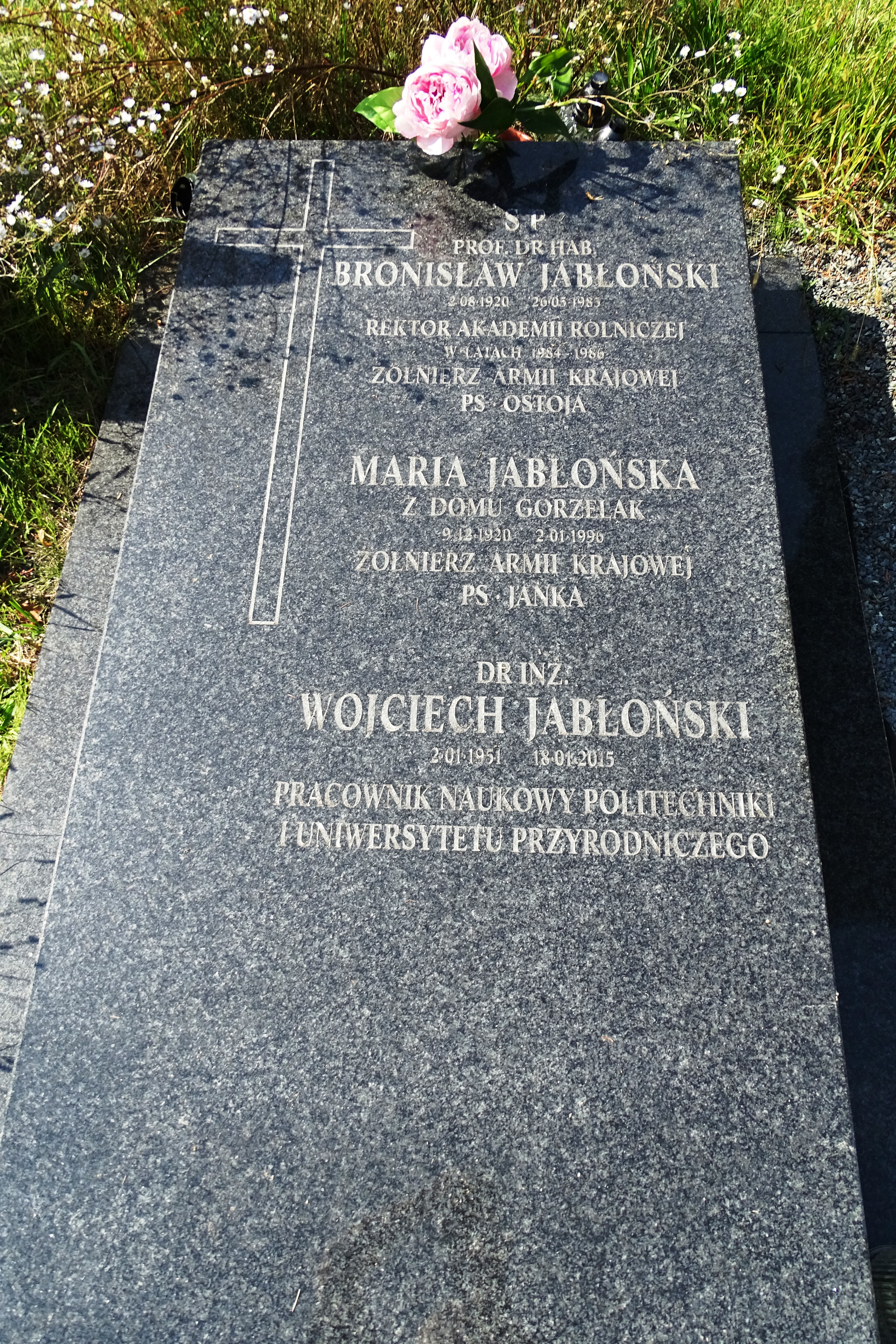
Grób prof. Bronisława Jabłońskiego na cmentarzu przy ul. Smętnej we Wrocławiu

Bronisław Jabłoński (ur. 2 sierpnia 1920 w osadzie Niemce (ob. Ostrowy Górnicze) koło Będzina, zm. 26 maja 1986 we Wrocławiu) – polski agrotechnik, uczeń Bolesława Świętochowskiego, rektor Akademii Rolniczej we Wrocławiu w latach 1984–1986.

## Życiorys
Pochodził z województwa kieleckiego. W czasach II wojny światowej walczył zbrojnie w okręgu kielecko-częstochowskim Armii Krajowej, nosząc pseudonim „Ostoja”. Po zakończeniu działań wojennych przeniósł się do Wrocławia, gdzie podjął studia na Wydziale Rolniczym Uniwersytetu Wrocławskiego, które ukończył w 1950 roku. Następnie był jednym z organizatorów Wyższej Szkoły Rolniczej we Wrocławiu, z którą związał całe swoje życie zawodowe, uzyskując kolejne stopnie i tytuły naukowe łącznie z profesurą. Pracę doktorską pt. „Wpływ różnych mieszanek strukturotwórczych na niektóre właściwości gleby i plony roślin następczych”  obronił w 1956, a habilitacyjną pt. „Dynamika próchnicy w glebie lekkiej” – w 1964. Tytuł profesora nadzwyczajnego uzyskał w 1971 r., a zwyczajnego w 1985 r.
W 1966 roku został kierownikiem studiów doktoranckich (do 1982) oraz prodziekanem Wydziału Rolniczego (do 1970). W latach 1971–1986 był kierownikiem Katedry Ogólnej Uprawy Roli i Roślin we Wrocławiu. Pełnił funkcję dziekana Wydziału Rolniczego w latach 1981–1984. W 1984 roku został wybrany na rektora Akademii Rolniczej. Stanowisko to zajmował przez następne dwa lata.
Jego działalność naukowa koncentrowała się wokół tematyki związanej z płodozmianem, upraszczaniem uprawy roli, nawozami organicznymi i mineralnymi, zmianowaniem, mikromorfologią gleby, ochroną środowiska, w tym regulacji terenów zdewastowanych przez górnictwo odkrywkowe oraz udziału w parach nad właściwym zagospodarowaniem zlewni rzeki Oławy, źródeł pitnych dla aglomeracji Wrocławia. Był współautorem podręcznika Ogólna uprawa roli i roślin. Odznaczony Krzyżami Oficerskim i Kawalerskim Orderu Odrodzenia Polski, Medalem Komisji Edukacji Narodowej. 